# Calopedila herbsti
Calopedila herbsti är en tvåvingeart som först beskrevs av Jean-Jacques Kieffer 1903.  Calopedila herbsti ingår i släktet Calopedila och familjen gallmyggor. Inga underarter finns listade i Catalogue of Life.